# Нарадева
Нарадева (гінді नारा-देव; д/н — 721) — 3-й нріпа Сакамбхарі бл. 709—721 роках.

## Життєпис
Походив з раджпутського клану Чаухан. Син або інший родич Самантараджи, можливо походив з іншої гілки, що вела від Васудеви. Посів трон близько 709 року. Наскельний напис Біджолія називає Пурнаталлу сином і наступником Самантараджи. Деякі вчені, такі як Д. Р. Бхандаркар, тлумачили Пурнаталлу як інше ім'я Нарадеви. Інші, такі як Дашаратха Шарма та Г. Х. Оджа, інтерпретували Пурнаталлу як назву місцевості, де народився й спочатку правив Нарадева.
Ймовірно зберігав мирні відносини з усіма сусідами, тому в раджпутських написах про нього обмаль відомостей, оскільки звичайно вихваляли звиятги та походи володаря. Помер близько 721 року. Йому спадкував брат Аджаяраджа I.